# 威斯康星醫學院
威斯康辛醫學院（英語：Medical College of Wisconsin，縮寫： MCW）是位於美國威斯康星州密爾沃基的一所私立醫學院和研究生院。它原屬馬凱特大學，1967年開始獨立運作。 它是威斯康辛州唯一的私立醫學院，和威斯康辛大學醫學和公共健康學院一起為威斯康辛州僅有的兩所醫學院。 2015年《美國新聞與世界報道》在“醫學院研究”排名中將其列在第54位。2018年後不參與排名。

## 外部連結
- Medical College of Wisconsin website （页面存档备份，存于）